# 오카다촌 (에히메현)
오카다촌(岡田村)은 에히메현 이요군에 설치된 촌이다. 